# Santo Spirito dei Napoletani
Santo Spirito dei Napoletani ou Igreja do Espírito Santo dos Napolitanos é uma igreja de Roma, Itália, localizada na Via Giulia, no rione Regola e dedicada ao Espírito Santo. Ela era a igreja nacional do Reino das Duas Sicílias na cidade e é atualmente a igreja regional da Campânia.

## História
No catálogo de igrejas patrocinado pelo papa Pio V (r. 1566–1572), esta igreja aparece como S. Aura in strada Iulia ("Santa Áurea na Via Julia"), dedicada a Santa Áurea, uma mártir de Ostia, e era parte de um mosteiro. No século XIV, a igreja era conhecida também como Sant'Eusterio por causa de um catálogo de Cencio Camerario (n. 232) e do anônimo catálogo de Turim, que cita uma "Ecclesia s. Austerii de campo Senensi habet unum sacerdotem" ("A igreja de S. Austerii in Campo Senensi tem um padre"). Seja como for, em 1572 a igreja estava em péssimas condições. No mesmo ano, ela e o mosteiro foram entregues à Confraternidade do Espírito Santo dos Napolitanos, que demoliu a igreja para construir uma nova, dedicada ao Espírito Santo e inaugurada em 1574.
A nova igreja foi reconstruída mais duas vezes depois disto, com base em projetos de Domenico Fontana ou, talvez, de Ottaviano Mascherino no final do século XVI. No início do século XVIII, uma grande reforma, liderada por Carlo Fontana, alterou radicalmente o projeto. Antonio Cipolla realizou grandes reformas no interior e reconstruiu a fachada em 1853.
Foi em Santo Spirito que Francisco II das Duas Sicílias, sua esposa, Maria Sofia, e a única filha do casal, de apenas três meses, a princesa Cristina foram sepultados originalmente, quando os três foram levados para Santa Chiara, em Nápoles. A igreja ficou fechada por trinta anos por causa de vazamentos de água e abandono, mas foi restaurada na década de 1980 e reaberta em 1986.

## Galeria

Imagens da igreja
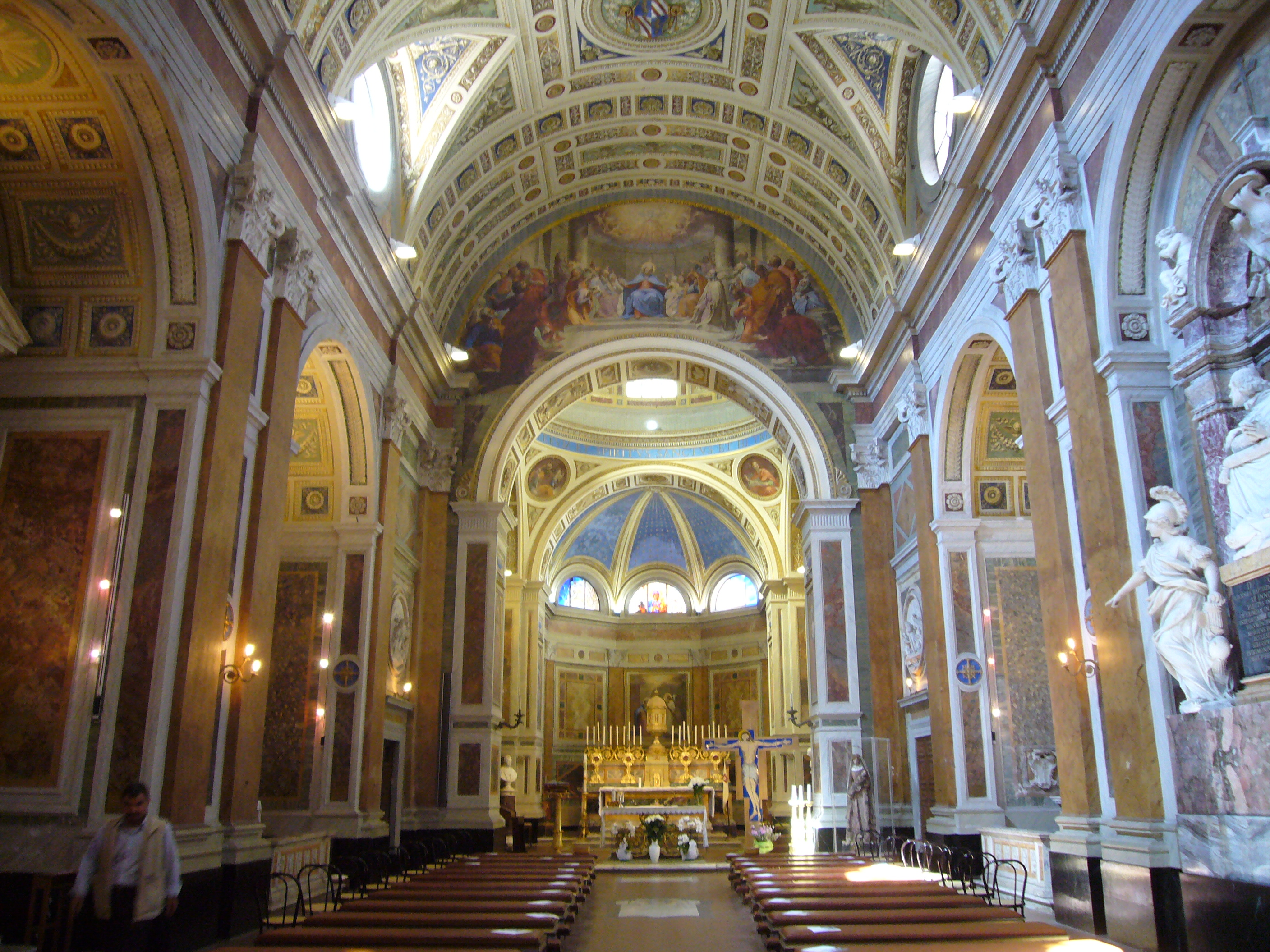
Vista do interior.
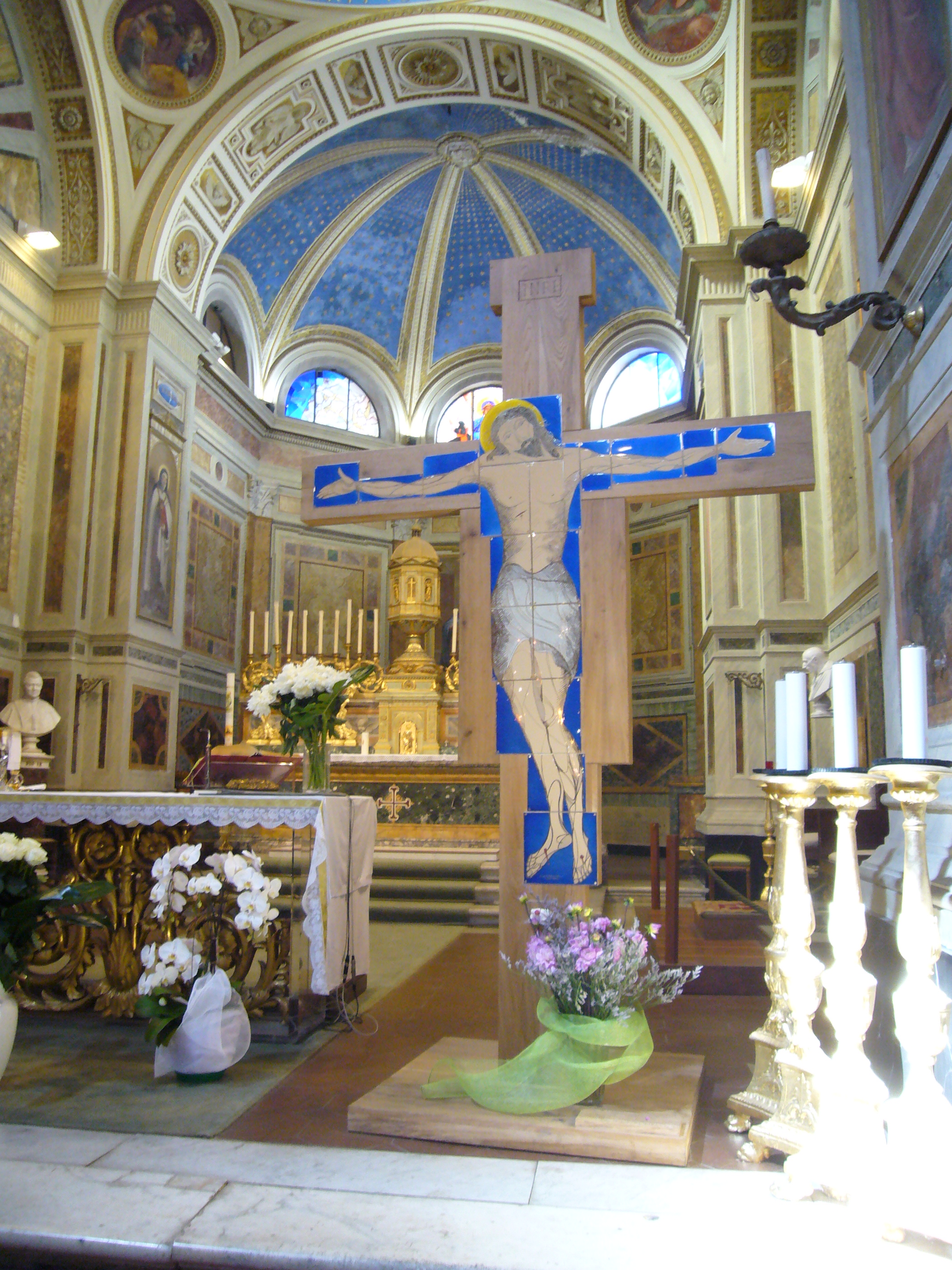
Crucifixo no altar-mor.
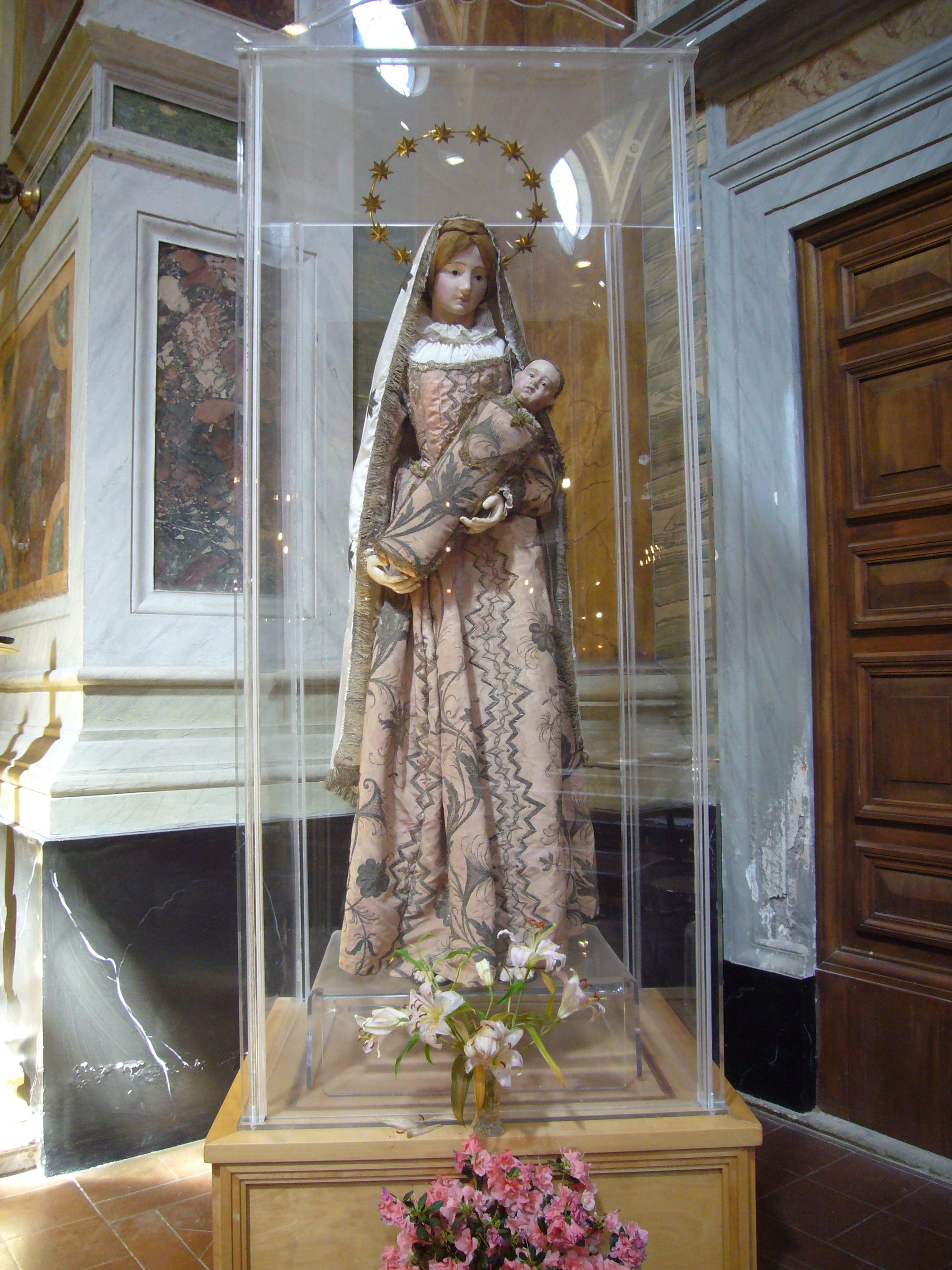
Madona com o Menino.